# 意思表示
意思表示（法語：manifestation intentionnelle de volonté）是指表意人將其所欲發生一定私法上效力之意思，表現於外部的行為。意思表示的要素包括内部的内心意思和外部的表示行为。

## 意思表示的要素（中華人民共和國）
内心意思是表意人欲發生一定私法上效力之意思；而表示行為則是表意人表現在外部的客觀表示行為。内心意思包括：
1. 行为意思，即受意志控制的有意作出表示的意识；
2. 表示意思，即认识到自己的表示具有民法上意义的意识；
3. 效果意思，即希望通过表示发生特定民法效果的意思。

### 缺乏行为意思
缺乏行为意思，不成立意思表示。
因物理强制、睡梦中的动作、催眠状态的言语、神经反射的举动等，均缺乏行为意思，不成立意思表示。
因精神强制而行为（如因遭胁迫而承诺），具有行为意思，成立意思表示，但已成立的意思表示可撤销。

### 主观上缺乏表示意思
主观上缺乏表示意思，须经解释确定是否成立意思表示。
此时需要按照意思表示解释规则（《中华人民共和国民法典》第142条）进行解释，得出结论。
- 原则：采“表示主义（客观主义）”。若一个假想的理性谨慎的受领人尽到交易上的合理注意后，有理由相信表意人具有表示意思，成立意思表示，但表意人可以主张类推适用重大误解，撤销已经成立的意思表示。若一个假想的理性谨慎的受领人尽到交易上的合理注意后，应当认为表意人无表示意思，不成立意思表示。
- 例外：采“意思主义（主观主义）”。若相对人（受领人）知道表意人内心欠缺表示意思或者若相对人（受领人）对不知道表意人内心欠缺表示意思具有可归责性（未尽交易上合理的注意义务），则以能证明的表意人的内心意思为准，若无表示意思，不成立意思表示。著名案例特里尔葡萄酒拍卖案与此相关。

### 主观上缺乏效果意思
主观上缺乏效果意思，须经解释确定是否成立意思表示。
同样需要按照意思表示解释规则（《中华人民共和国民法典》第142条）进行解释，得出结论。原则上采“表示主义”，例外上采“意思主义”。
- 若按照意思表示解释规则，其表示亦被解释为不包含效果意思，不成立意思表示。
- 若按照意思表示解释规则，其表示被解释为包含效果意思，成立意思表示，但表意人可主张类推适用重大误解，撤销已成立的意思表示，但须对相对人承担缔约过失责任。
- 且若表意人内心系以A内容的效果意思，但按照意思表示解释规则，其表示被解释为系以B内容的效果意思，则成立以B内容的意思表示，在符合重大误解构成要件时，表意人得以重大误解撤销以B为内容的意思表示。

## 意思表示的種類
意思表示依其是否具有相對人、方式為何、直接溝通與否，可以區分為做出以下幾種分類：
- 意思表示是否需要有對象，可分為「有相對人的意思表示」和「無相對人的意思表示」。前者尚可再細分為該意思表示是否需要到達相對人。
- 意思表示依其做成之方式，可分為「明示的意思表示」和「默示的意思表示」
  - 明示的意思表示即相對人可以直接藉由通常交易習慣所用之方式，一般是指表意人用言語發出意思表示，或在特定場合中以言語以外但為該場合所慣用之方式，如拍賣會上利用舉手、舉牌等動作或文字等方式直接了解表意人所欲表達之意思為何。
  - 默示的意思表示無法使相對人直接透過表意人依通常交易習慣之表示方法了解表意人之意思，而僅能透過特定行為「間接」推知表意人所欲表達之意思。
  - 但是單純的沈默則通常不被認為是一種默示的意思表示，除非先前有所約定，或是在強制締約的情形下才會被認可。
- 意思表示依其是否是以直接溝通的方式表達，可分為「對話的意思表示」和「非對話的意思表示」
  - 對話的意思表示，亦即表意人用直接溝通之方式作成意思表示，其重點是在於雙方之間可以立即互相反映其想法以及了解對方之意思，至於是透過電話、網路或其他方式皆可。
  - 非對話的意思表示，即表意人非以直接溝通的方式表示其意思，即雙方間不能立即瞭解對方的意思，例如透過信件、電報...等方式使相對人可以獲知其意思表示。

## 意思表示的瑕疵(中華民國)
意思表示的瑕疵可以再分為「意思與表示不一致」與「意思表示不自由」兩種情形

### 意思表示不一致的情況

#### 故意為之的情形
- 單獨虛偽意思表示（心中保留），即表意人故意隱暪內心的真正意思，而為不同於內心真意的外在表示。由於相對人通常不知表意人之真意為何，故此種情形，在法律上會被認定該意思表示為有效。[註 1]
- 通謀虛偽意思表示，係指表意人與相對人互相明知並非真意，而合意共謀為虛偽之表示。由於雙方皆明白對方之真意，故該意思表示無效，但若雙方隱藏他項法律關係時，適用關於該項法律行為之規定判斷其效力。[註 2]

#### 偶然不一致的情形
- 錯誤：表意人若因誤認所為之意思表示 （意思表示內容錯誤），或其所為的表示，無意中與內心真意不一致（表示錯誤）。[註 3]另外，若表意人表示之意思，係由他人代為傳達或傳達機關時發生錯誤，造成與表意人之內心真意不一致的誤傳情況，亦屬之（傳達錯誤）。[註 4]

### 意思表示不自由
- 詐欺：一方當事人故意告知對方虛假情況，或者故意隱瞞真實情況，誘使對方當事人作出錯誤意思表示的，可以認定為欺詐行為。
- 脅迫：行為人對表意人施加精神上之壓力，使其陷於恐懼，而做出意思表示之行為。

## 意思表示發生效力（中華民國）
就意思表示發生效力的時點，立法例上主要有下列幾種：

### 表示主義
表示主義，或稱「表白主義」。即意思表示於表意人完成其表示之行為時即發生效力。

### 發信主義
發信主義即意思表示於表意人將該意思表示發送出去後即為生效。

### 了解主義
了解主義，即意思表示須待相對人了解時，使生其效力；在相對人未了解之時，則不生效力。如中華民國民法第94條規定：「對話人為意思表示者，其意思表示，以相對人了解時，發生效力。」

### 到達主義
到達主義，或稱「達到主義」。即意思表示於其到達相對人之處時，使發生效力。而在此之達到，只要意思表示處於客觀上相對人可得支配之範圍內即可，而不限於一定要交付到當事人手中，也不論當事人是否閱讀與否。依台灣民法第95條第1項之規定：「非對話而為意思表示者，其意思表示，以通知達到相對人時，發生效力。但撤回之通知，同時或先時到達者，不在此限 。」可知，台灣民法於非對話的意思表示採的是「到達主義」。

## 參看
- 故意